# Сташулане, Анита
Анита Сташулане (латыш. Anita Stašulāne; род. 2 января 1962 года,  Дубнинская волость) — профессор истории религии в Даугавпилсском университете (Латвия), доктор теологии.

## Биография
Родилась 2 января 1962 года в селе Малые Страдишки (латыш. Mazajos Stradišķos), Дубнинская волость, Даугавпилсский район, Латвийская ССР (ныне Аугшдаугавский край, Латвия).
- 1980 окончила среднюю школу в пос. Шпо́ги, Вишкская волость (ныне Аугшдаугавский край).
- 1980—1985 Латвийский университет, факультет филологии[3]
- Dr. Theol., 1998. Doctoral Dissertation “The Notion of Culture in the Thought of N. Roerich”, Pontifical Gregorian Universtiy (Rome, Italy), Faculty of Missiology
- Dr. Miss. (Theology of Mission and Interreligious Studies), January 1998, recognized as Dr. Theol. by the Council of Habilitation and Promotion at the University of Latvia 11.09.1998.)
- Dr. studies 1995-1998 Pontifical Gregorian Universtiy (Rome, Italy) Faculty of Missiology
- Lic. Miss. 1994 Lic. “Theosophy of N. Roerich” Pontifical Gregorian Universtiy (Rome, Italy) Faculty of Missiology
- Lic. studies 1992-1994 Pontifical Gregorian Universtiy (Rome, Italy) Faculty of Missiology higher 1985 degree in Philology, teacher of Latvian language and

literature
- studies 1980-1985 Latvian University Faculty of Philology (Riga, Latvia)
- secondary 1980 Špoģu secondary school

Научная карьера
- 2003 - asoc. prof. Daugavpils University Faculty of Humanities dpt. of Latvian Literature and Culture
- 1998 - 2003 docent Daugavpils University Faculty of Humanities dpt. of Latvian Literature and Culture
- 1988-1992 lecturer Daugavpils Pedagogical Institute Faculty of Philology dpt. of Latvian Literature and Culture
- 1985- 1988 senior editor Latvian National Library

Папский Григорианский университет, центр «Cultures and Religions». Окончила Даугавпилсский университет (латышский язык и литература). She has a license in missiology from the Pontifical Gregorian University of Rome where she is pursuing studies for the doctorate.
- Department of Latvian Literature and Culture // The Faculty of Humanities, Departments
- History and Theory of Culture. Academic and professional Master's programme. // The Faculty of Humanities, Study programmes
- The Faculty of Humanities. General information
- Profesore: Dr. theol. Anita Stašulāne. Latviešu literatūras un kultūras katedra // » Fakultātes, filiāles » Humanitārā fakultāte » Struktūrvienības » Katedras
- Studiju programmas. Maģistra studiju programmas. Kultūras vēsture un teorija (DOC, 72.5 Kb). Programmas direktore:	Dr. theol., profesore Anita Stašulāne

## Области научных интересов
- история эзотеризма with special regard to contemporary Theosophy
- теософские группы в Центральной и Восточной Европе
- западный эзотеризм
- новые религиозные движения
- теология религий
- межрелигиозный диалог